# Girls Out West
Girls Out West és un lloc web pornogràfic de pagament que produeix vídeos i imatges de pràctiques lèsbiques i també algunes heterosexuals fundat a inicis de l'any 2004. Afirma estar dirigit per dones les quals també filmen les escenes, que es basen a mostrar escenes sexuals en les quals s'evita pràctiques degradants i falses, mostrant noies que fan la seva vida quotidiana amb excitació com a part d'una experiència quotidiana, en lloc de com un esdeveniment estel·lar altament fetitxista. El compromís de GOW és il·lustrar la bellesa, la creativitat i l’alliberament de les identitats sexuals de les dones, que sovint es desconeix en el paisatge de l'erotisme adult. El lloc web ofereix més de 351.085 imatges de fins a 1102 models amateurs diferents, i una àmplia col·lecció de més de 4701 pel·lícules en alta definició (inclòs qualitat 4K), tot i que als usuaris de pagament se'l limita les descàrregues a 40 gigabytes al dia. Es publica un nou vídeo cada dia i 2-3 conjunts de fotos per setmana.
Amb seu a Melbourne/Naarm (Austràlia), ja que les dones i actrius que hi participen són australianes, aposta per produir escenes realistes en les quals els orgasmes i els gemecs sense retocar ni doblar, amb models que mostren cossos naturals sovint sense cap mena de depilació ni molts retocs de maquillatge. Entre les actrius s'hi troben dones punk, amb cabell curt, disfressades de mestressa de casa, vestimenta atrevida, tota mena de caracteritzacions de l'àmbit lèsbic, en pràctiques sexuals no convencionals en la pornografia més comercial, que inclou teatralitzacions sàfiques, anilingus o tribadisme, trios, quartets i orgies exclusivament femenines, amb escenes filmades a l'aire lliure o en veïnats rurals i un ambient amb tendència queer. La direcció està en mans d'un grup de noies entre les quals destaca Annie.
Malgrat que s'anuncia com un lloc web que rebutja la pornografia degradant i que diu apostar per l'objectiu de mostrar contingut honest, convincent i sincer de les dones que gaudeixen del seu cos i de la seva sexualitat, Girls Out West té canal a Pornhub i XVideos on difon part de les seves produccions.

## Selecció de les models i actrius
El procés de selecció d'actrius a GOW comença amb una entrevista privada en la qual es faran fotos únicament per gestió interna de les oficines productora. En l'entrevista les aspirants es poden negar a ser fotografiades després de l'entrevista si no s'han sentit còmodes. Les preguntes giraran al voltant del menjar favorit, la roba que tenen a l'armari, i també les preferències sexuals i exploració de la sexualitat; a més, estaran efectuades per una de les actrius que ja treballen per GOW. En aquest procés de selecció es verificarà l'edat de les aspirants i s'explica com funciona internament la pàgina web, què s'espera de les actrius i com és un dia de rodatge. A les entrevistes les aspirants poden dur-hi també alguna amistat que les faci sentir còmodes i que si vol pot apuntar-se i fer que l'entrevista sigui dual, tot i que s'ha d'avisar abans a l'equip de GOW.
Abans de cada sessió de gravació es lliura una còpia d'Escriptura de Publicació (en anglès Deed of Release) a les participants perquè coneguin els termes amb què distribuirà l'obra. A més de rebre també una sèrie de trucades (en anglès Call Sheet) per acordar el moment, data, adreça i forma de pagament. I en el lloc de gravació s'assegurarà de tenir-hi refrigeri i lloc de descans on signar tota la documentació necessària, i un cop signada s'oferirà a l'actriu passar pel departament d'armari o caracterització on se la vestirà d'acord amb les escenes acordades.
Tot i que GOW té la seu a Austràlia permet també que actrius d'altres països puguin viatjar al país per les dates en què s'acordin sessions de gravació o de fotografia, sobretot per escenes de motxilleres, turistes, estudiants d’intercanvi internacional i noies d'altres estats. Però el pagament de les escenes es fa en moneda australiana just el dia de la gravació.

## Nivells de les sessions
Les gravacions de GOW tenen diferents nivells:
- Solo Level 1 Artistic: L'actriu es va despullant gradualment mentre va sent filmada.
- Solo Level 2 Erotic: L'actriu es va despullant, però s'inclouen tocaments, i va seguit d'exposició de certes parts íntimes del cos directament a l'objectiu de la càmera.
- Solo Level 3 Sexual: L'actriu es despulla gradualment, mostra parts íntimes i arriba també a introduir-se dits i joguines en orificis del mateix cos.
- Girl/Girl: Dues actrius duen a terme pràctiques sexuals explícites.
- G/G Level 1 Sensual/Erotic: Inclou besar, tocar, pressionar, acariciar, i s'estén cap a la inserció de dits o objectes a la vagina.
- G/G Level 2 Steamy/Sexual: Inclou sexe oral, digitació, tribadisme (tisora), petons, i el sexe anal és opcional.
- Girl/Boy: Només s'accepten parelles heterosexuals verificades i autèntiques que practiquin sexe com ho farien a casa preferiblement sense preservatiu.

## Premis i nominacions
- 2021 Australian Adult Industry Awards (AAIA) – 'Best Porn Production Company'[14][15]